# 前奏曲Op.28, No. 11 (蕭邦)

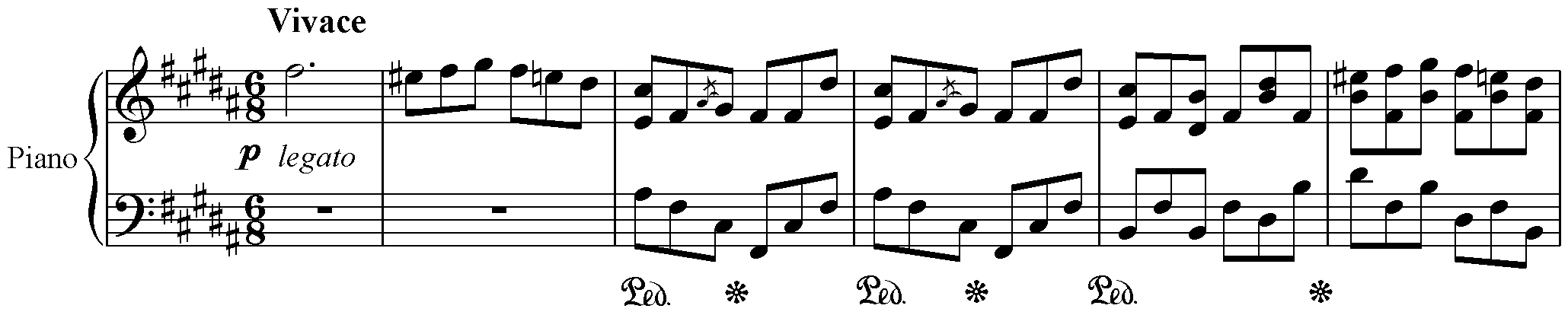
前奏曲Op. 28, No. 11

前奏曲Op. 28, No. 11為蕭邦24首前奏曲中的樂曲，為B大調，活潑（Vivace），6/8拍。
曲中多以兩手同時彈奏連續而輕快的八分音，難度在於需以柔聲圓滑地彈出快速的大跨度樂句。而節奏上偶爾出現切分法的蹤跡使拍子像是3/4拍，使樂曲顯得較為不定。
阿爾弗雷德·科爾托將其稱為“女孩的願望”（Désir de jeune fille），汉斯·冯·彪罗將其稱為“蜻蜓”（Dragonfly）。

## 相關樂曲
- 塔雷加 - 改編作吉他獨奏（A大調）
- 巴拉基列夫 - 即興曲，鋼琴獨奏，基於此曲及Op. 28, No. 14創作

## 外部連結
- 前奏曲, Op. 28：国际乐谱典藏计划上的乐谱
- 来自乌托邦计划（英语：Mutopia Project）的多种格式乐谱 （页面存档备份，存于）